# Mustelus higmani
La musola amarilla (Mustelus higmani) es un tiburón de la familia Triakidae, que habita en las plataformas continentales del Atlántico occidental entre las latitudes 11º N y 36º S, desde la superficie hasta los 900 m de profundidad. Su longitud máxima es de 70 cm.
Su reproducción es vivípara, con puestas de uno a siete alevinos.